# Nicholas Atherton
Nicholas Atherton (falecido em 1420) de Atherton foi um político inglês que foi membro do parlamento por Lancashire em 1401.
Atherton foi oficial de justiça do West Derby Hundred de 18 de setembro de 1399 até à sua morte e coletor de impostos de Lancashire em novembro de 1404 e dezembro de 1407.
Ele também foi um indenture of retinue de John de Gaunt.

## Pessoal
Ele casou-se com Joan, filha de Adam Birkenstaff.